# Bilyliwka
Bilyliwka (ukrainisch Білилівка; russisch Белиловка Belilowka, polnisch Białołówka) ist ein Dorf in der westukrainischen Oblast Schytomyr mit etwa 2100 Einwohnern.

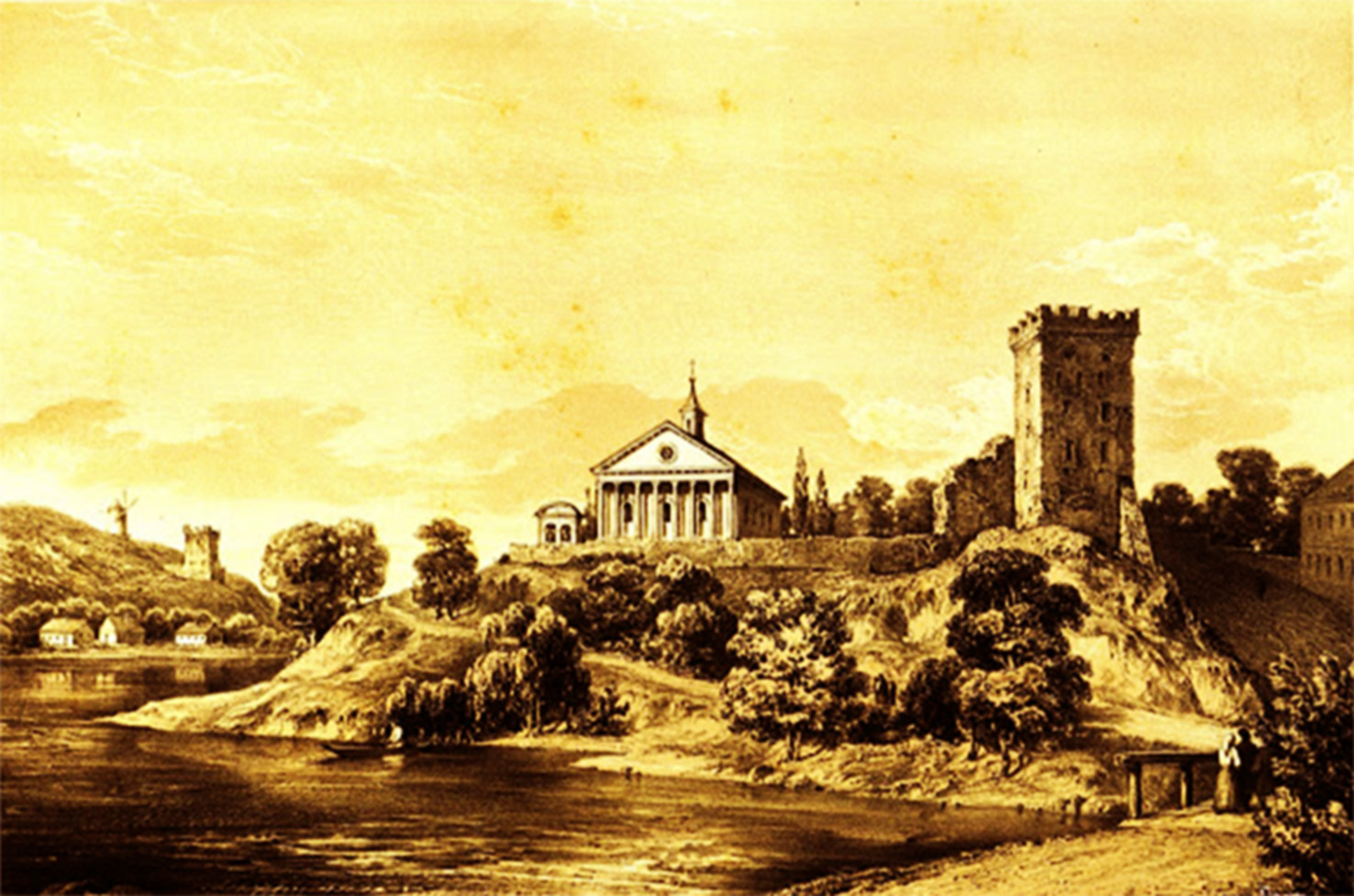
Historische Ansicht des Ortes von 1870

Die Ortschaft liegt etwa 13 Kilometer südwestlich der Rajonshauptstadt Ruschyn und 71 Kilometer südöstlich der Oblasthauptstadt Schytomyr am Ufer der Rostawyzja.
Das 1071 erstmals erwähnte Dorf wurde im 19. Jahrhundert Hauptort der gleichnamigen Wolost Belilowka (bis 1923). Das Dorf ist vor allem wegen des Bilyliwka-Kraters, dem er den Namen gab, bekannt.
Am 12. Juni 2020 wurde das Dorf ein Teil der neugegründeten Siedlungsgemeinde Ruschyn, bis dahin bildete es zusammen mit den Jossypiwka (Йосипівка) und Koteljanka (Котелянка) die gleichnamige Landratsgemeinde Bilyliwka (Білилівська сільська рада/Bilyliwska silska rada) im Südwesten des Rajons Ruschyn.
Am 17. Juli 2020 kam es im Zuge einer großen Rajonsreform zum Anschluss des Rajonsgebietes an den Rajon Berdytschiw.